# Palo del Colle
Palo del Colle és un municipi italià, situat a la regió de la Pulla i a la Ciutat metropolitana de Bari. L'any 2004 tenia 20.843 habitants.

## Fills il·lustres
- Domenico Guaccero (1927-1984), compositor musical.